# Dawn Brancheau

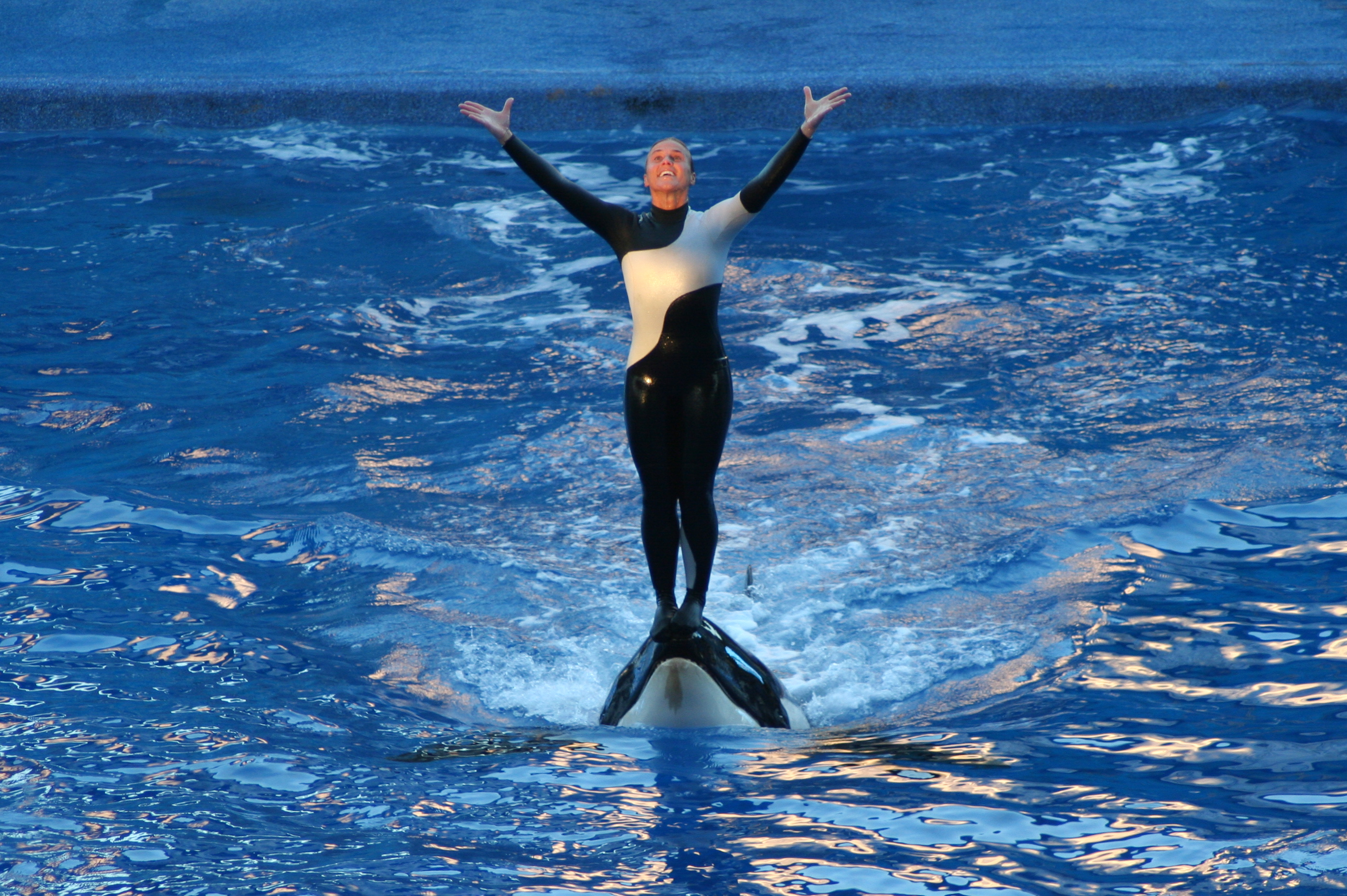
Dawn Brancheau während einer Show 2006

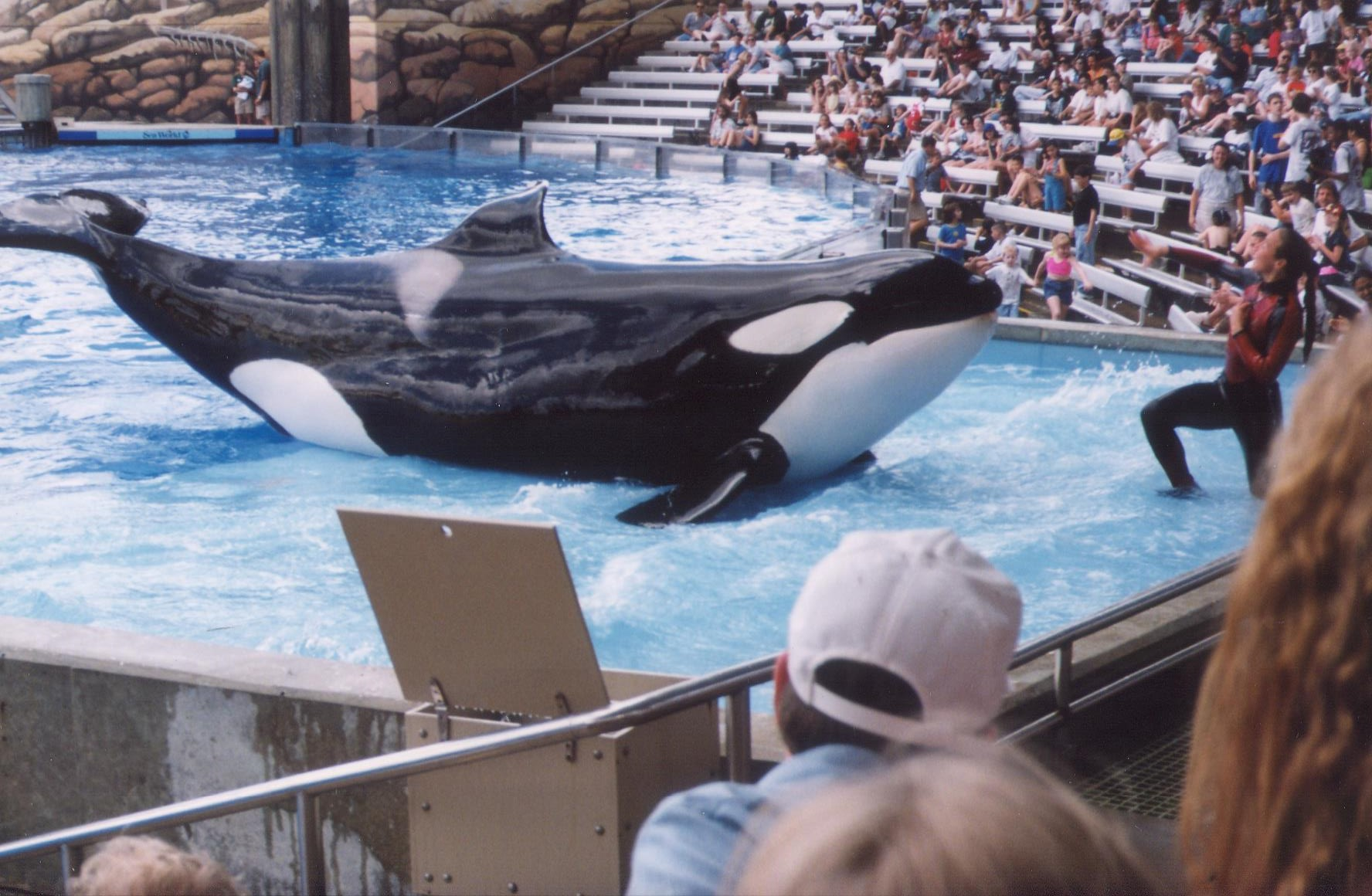
Dawn Brancheau mit dem Orca Katina (1998)

Dawn Brancheau (* 16. April 1969 in Cedar Lake, Indiana; † 24. Februar 2010 in Orlando, Florida) war eine US-amerikanische Tiertrainerin bei SeaWorld. Sie wurde im Februar 2010 von dem Orca Tilikum getötet.

## Leben
Brancheau war das jüngste der sechs Kinder von Marion und Charles LoVerde. Ihre Faszination für Wale begann mit sechs Jahren, als sie in SeaWorld eine Show mit dem Wal Shamu sah, die sie tief beeindruckte. Sie besuchte die Andrean High School in Merrillville (Indiana) und studierte an der University of South Carolina Biologie und Psychologie. Nach ihrem Studium begann sie als Tiertrainerin im Freizeitpark Six Flags Great Adventure in New Jersey. Seit 1994 war sie bei SeaWorld tätig. Zunächst arbeitete sie mit Seelöwen und Seeottern. 1996 heiratete sie Scott Brancheau. Kurz danach begann sie als Trainerin für Orcas.
Sie wurde am 24. Februar 2010 bei einer Show vom Orca Tilikum ins Wasser gezogen und dabei tödlich verletzt. Der Orca war bereits vorher in den Tod einer Trainerin und eines SeaWorld-Besuchers verwickelt.
Der Vorfall diente 2013 als Basis für den Dokumentarfilm Blackfish. 
In Dawn Brancheaus Namen wurde eine Stiftung ins Leben gerufen, die sich um die Belange von Kindern und Tieren kümmert.